# مسدد
مسدد أو ميزاء (بالإنجليزية: Collimator ) هو نفق مركب بستخدم في البصريات بغرض إنتاج أشعة متوازية.

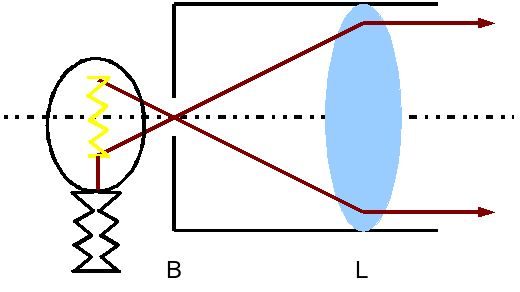
مسدد موازاة لإنتاج اشعة متوازية.
(ويستخدم هنا حاجب مثقوب يحجب معظم ضوء المصباح B).

معظم الآدوات البصرية تستخدم مسدد تأتي بعده عدسة مكثفة أو عدسة للمشاهدة .
كما تستخدم المسددات في أجهزة الليزر مثل ليزر الديود وليزر القطع العامل بثاني أكسيد الكربون.

## مسدد الضوء المرئي

مثال لمسدد جسيمات.

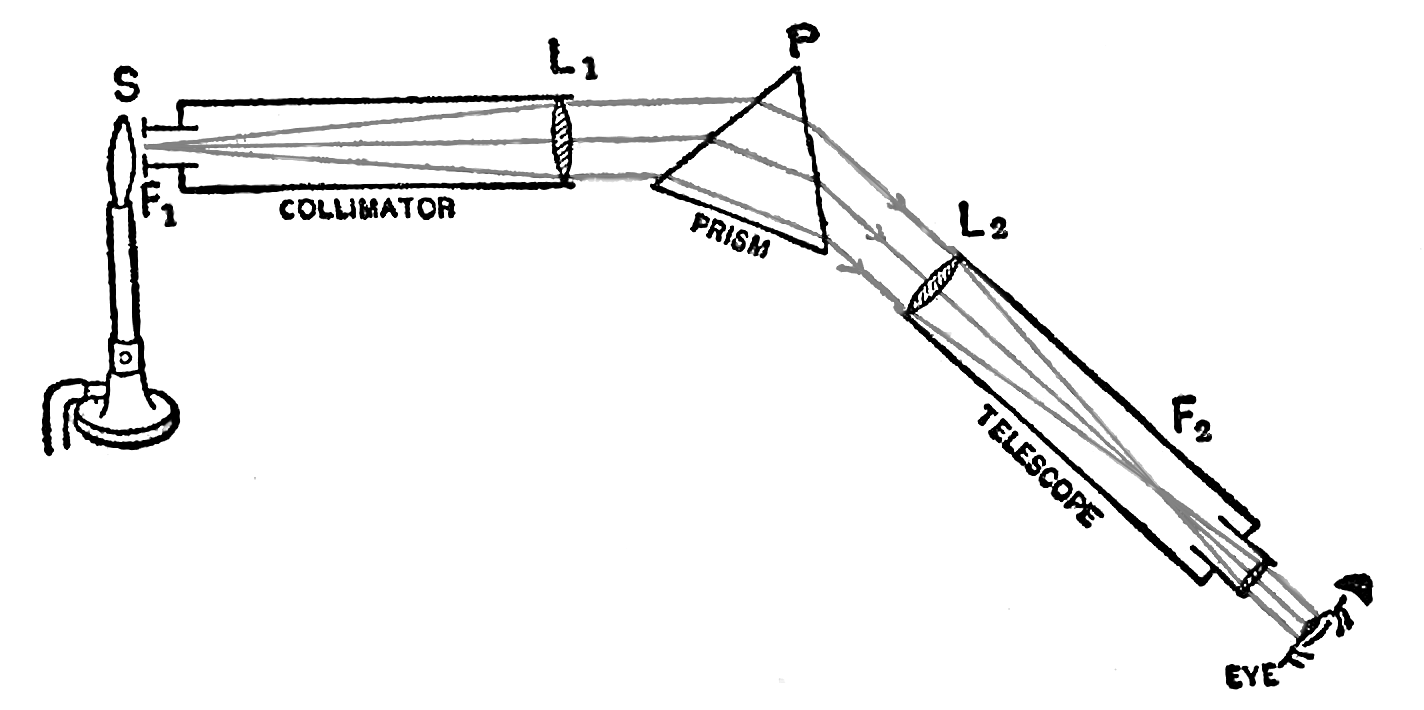
شكل1:مسدد لإنتاج أشعة متوازية في مطياف موشور.

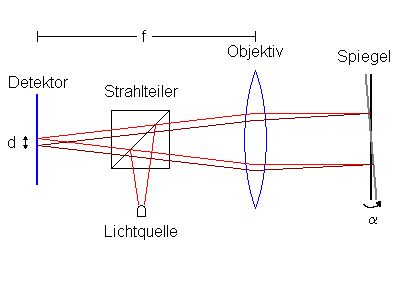
شكل 2: موازي تلقائي لقياس زاوية صغيرة.

تستخدم في البصريات أجزاء تقنية تسمى مسددات، ومنها ما هو مسدد موازاة ومنها ما يسمى مسدد بؤري، و موازي تلقائي.
- في العادة تستخدم عدسة مجمعة L (أنظر الشكل 1) لتحويل اشعة صادرة من ثقب مصدر صغير (مثل ثقب ) إلى أشعة متوازية. يوجد مصدر الضوء (المصباح أو الشمعة ) عند البعد البؤري للعدسة الأمامية. نجد ذلك في مثال مطياف الموشور، وفي جزئه الأمامي نجد عدسة المسدد.
- تصلح الأشعة الضوئية المتوازية لقياس دقيق للزوايا الصغيرة . وهذا ما يحدث في جهاز الموازي التلقائي (الشكل 2). ذلك لأن دقة القياس لا تتأثر بانزياح المسدد.

في الموازي التلقائي ينعكس شعاع الضوء على مرآة يمكن إمالتها ويعود إلى مصدره ثانيا. ويتميز ذلك الجهاز بأنه أدق في قياس الزاوية من تركيبة تشمل تلسكوب على حدة مع مسدد على حدة.

## مسددة نيوترونات ومسددة أشعة غاما

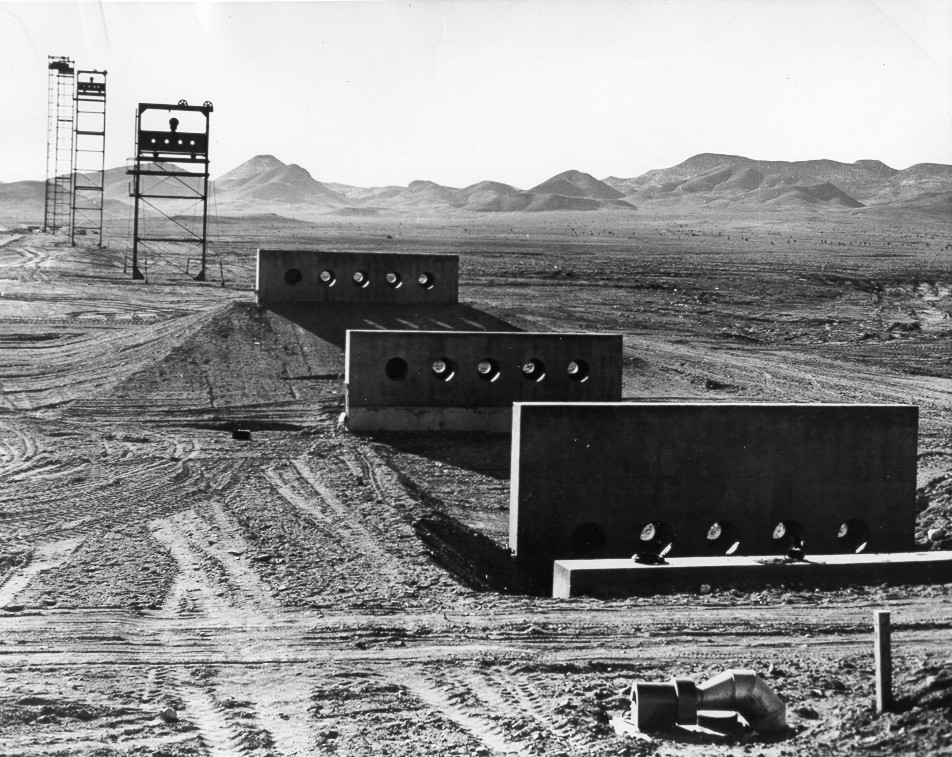
شكل3: مسددات لقياس إشعاعات النيوترونات وأشعة غاما الناتجة من اختبار قوة تجربة قنبلة نووية.

في تجارب النيوترونات وتجارب أشعة غاما تستخدم مسددات خاصة لكل منها للسماح لفيض من النيوترونات أو من أشعة غاما بالمرور خلال المسدد وحجب كل الأشعة الأخرى الغير موازية لفتحة (وقد تكون عدة فتحات متوازية) المسددة. وتستخدم المسددات مع قيض النيوترونات وفيض أشعة غاما وكذلك فيض الأشعة السينية لأنه ليس من الممكن تجميع كل من تلك الفيضات في بؤرة وعمل صورة منها ذلك لأن أطوال موجاتها تكون قصيرة جدا - مثلما تعمل العدسات مع الأشعة الضوئية أو الأشعة الكهرومغناطيسية التي تقترب أطوال موجاتها من نطاق الضوء المرئي .
مسددات النيوترونات تكون مصنوعة من مادة شديدة الامتصاص للنيوترونات بحيث تسمح فقط لمرور فيض النيوترونات المتوازية بالمرور في ثقبها أو في نفقها . المادة المستخدمة في البحوث العلمية لصناعة مسددة النيوترونات هي الكادميوم. أما مسددات أشعة غاما فتختار لها مادة شديدة الامتصاص لاشعة غاما، ويستخدم الرصاص لهذا الغرض.
في الصورة 3 نجد ثلاثة مسددات متتالية من الخرسانة المسلحة كانت منصوبة في مكان بالقرب من تجربة قنبلة نووية بغرض تقدير كميات الاشعة الصادرة من التفجير، من نيوترونات وأشعة غاما وأشعة إكس.
تستخدم المسددات أيضا لقياس مقدار الإشعاعات الذرية التي قد تنشأ من محطة مفاعل نووي مع استخدام مكشافات مناسبة، مثلا مكشافات نيوترونات أو مكشافات أشعة غاما.

## اقرأ أيضًا
- مطيافية
- مطيافية الأشعة تحت الحمراء
- مطياف الإلكترونات
- مطيافية الكتلة
- مطياف زمن الطيران
- موازي تلقائي